# Pescuit cu vidre

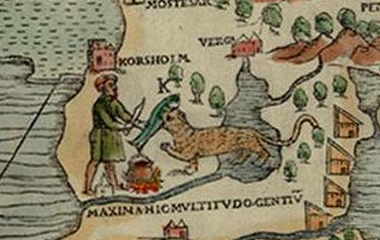
Extras din en de Olaus Magnus datând din 1539 ce înfățișează o vidră aducând un pește stăpânului său

Pescuitul cu vidre este o tehnică de pescuit⁠(en)[traduceți] care folosește vidre antrenate pentru a pescui în râuri. Această metodă a fost practicată încă din secolul al VI-lea în diverse părți ale lumii și este încă practicată în sudul Bangladeshului.

## Istorie
Huntsman: Come, Gentlemen! come, all! let's go to the place where we put down the Otter. Look you! hereabout it was that she kennelled; look you! here it was indeed; for here's her young ones, no less than five: come, let us kill them all.

Piscator: No: I pray, Sir, save me one, and I'll try if I can make her tame, as I know an ingenious gentleman in Leicestershire, Mr. Nich. Segrave, has done; who hath not only made her tame, but to catch fish, and do many other things of much pleasure.

Huntsman: Take one with all my heart; but let us kill the rest. And now let's go to an honest ale-house, where we may have a cup of good barley wine, and sing "Old Rose," and all of us rejoice together. 
Pescuitul cu vidre a fost practicat în trecut în mai multe regiuni incluzând Europa Centrală, Africa Nordică, Insulele Britanice, Scandinavia, Asia de Sud, Asia de Sud-Est, China și America de Sud.
Cele mai vechi mărturii ale pescuitului cu vidre sunt din regiunea Yangtze din China în timpul Dinastiei Tang (618–907), iar pescuitul cu vidre a fost observat în secolul al XIII-lea de Marco Polo în Fluviul Yangtze. Pescuitul cu vidre în China era practicat pentru subzistență și în același timp și pentru profit. Conform presupunerii generale, chinezii au învățat tehnicile de la pescarii din Asia de Sud-Est. În India, pescuitul cu vidre a fost practicat în bazinele hidrografice ale Indului și Gangelui, în Bengal și în India de Sud⁠(en)[traduceți] de-a lungul Coastei Coromandel⁠(en)[traduceți].
Pescuitul cu vidre este cunoscut în Europa din cel devreme secolul al XVI-lea. Scandinavii antrenau vidre pentru a prinde păstrăv⁠(en)[traduceți]. Olaus Magnus, Arhiepiscopul de Uppsala, a publicat un tom în 1555, De Gentibus Septentrionalibus (Despre Oamenii Nordici), care include o schiță a unei vidre care pescuiește. Unul dintre motivele hărții Scandinaviei din 1539 a lui Magnus, Carta Marina⁠(en)[traduceți], este o vidră ce aduce un pește pentru stăpânul său, care este gata cu un cuțit și un vas de gătit pe foc.
Pescuitul cu vidre a fost cunoscut în Anglia, Scoția, Germania și Polonia. Prima menționare a pescuitului cu vidre în Insulele Britanice datează din 1480, pe când metoda de a antrena vidre este descrisă în cartea din 1653 despre pescuitul la feeder scrisă de Izaak Walton⁠(en)[traduceți], The Compleat Angler⁠(en)[traduceți]. Sportivi individuali din Americi și Europa au folosit de asemenea vidre pentru pescuitul sportiv. Se știe despre sportivi britanici care au servit în India de Sud în timpul primilor ani ai Indiei Britanice că au importat această practică în casele lor din Europa.
Pescuitul cu vidre este de asemenea raportat din America Centrală și de Sud. O poveste a creări de-a neamului Maxakali⁠(en)[traduceți] din Brazilia sugerează că se poate ca practicarea pescuitului cu vidre să fi fost răspândită în trecut  Pescarii din Guyana foloseau o tactică diferită – observau unde își depozita o vidră captura și mai târziu furau peștele.

## Metodă
În Lumea Veche, două specii de vidră au fost folosite în principal la pescuitul cu vidre – vidra de râu (Lutra lutra), mai ales în Europa și Africa Nordică, și vidra indiană (Lutrogale perspicillata), în cea mai mare parte în Asia de Sud și China.
Olaus Magnus a scris că vidra adeseori aduce stăpânului său captura, dar „din când în când uită și mănâncă peștele”. Cartea din 1653 a lui Izaak Walton descrie pui de vidră, în vârstă de trei până la patru luni, fiind domesticiți și antrenați. Vidrelor li s-a pus botniță pentru a fi împiedicate să mănânce pește și au fost securizate cu funii ținute de stăpânii lor. Vidrele apoi au alergat într-o plasă pești dintr-un iaz. Altă tehnică era scufundarea unor plase și pus vidrele să mâne peștii în ele, după care plasele erau recuperate, laolaltă cu vidrele și captura.
În China antică, vidra purta un ham de piele pe corp de care era atașat un lanț de fier. Celălalt capăt al lanțului era securizat fie de barca pescarului, fie de un par de bambus. Pescarul își arunca plasa circulară, îngreunată la margini, și o trăgea înăuntru. Pe măsură ce plasa era trasă înăuntru, vidra era introdusă în plasă printr-o deschizătură mică. Rolul vidrei era să caute și să tulbure pești ce se ascundeau unghere și crăpături și să îi forțeze să meargă în plasă încât să fie prinși în capcană. Vidra era ulterior răsplătită în cazul unor capturi bune. Practica de a folosi vidre pentru a mâna pești în plase era predominantă în Asia și încă este practicată în sudul Bangladeshului.

## Bangladesh

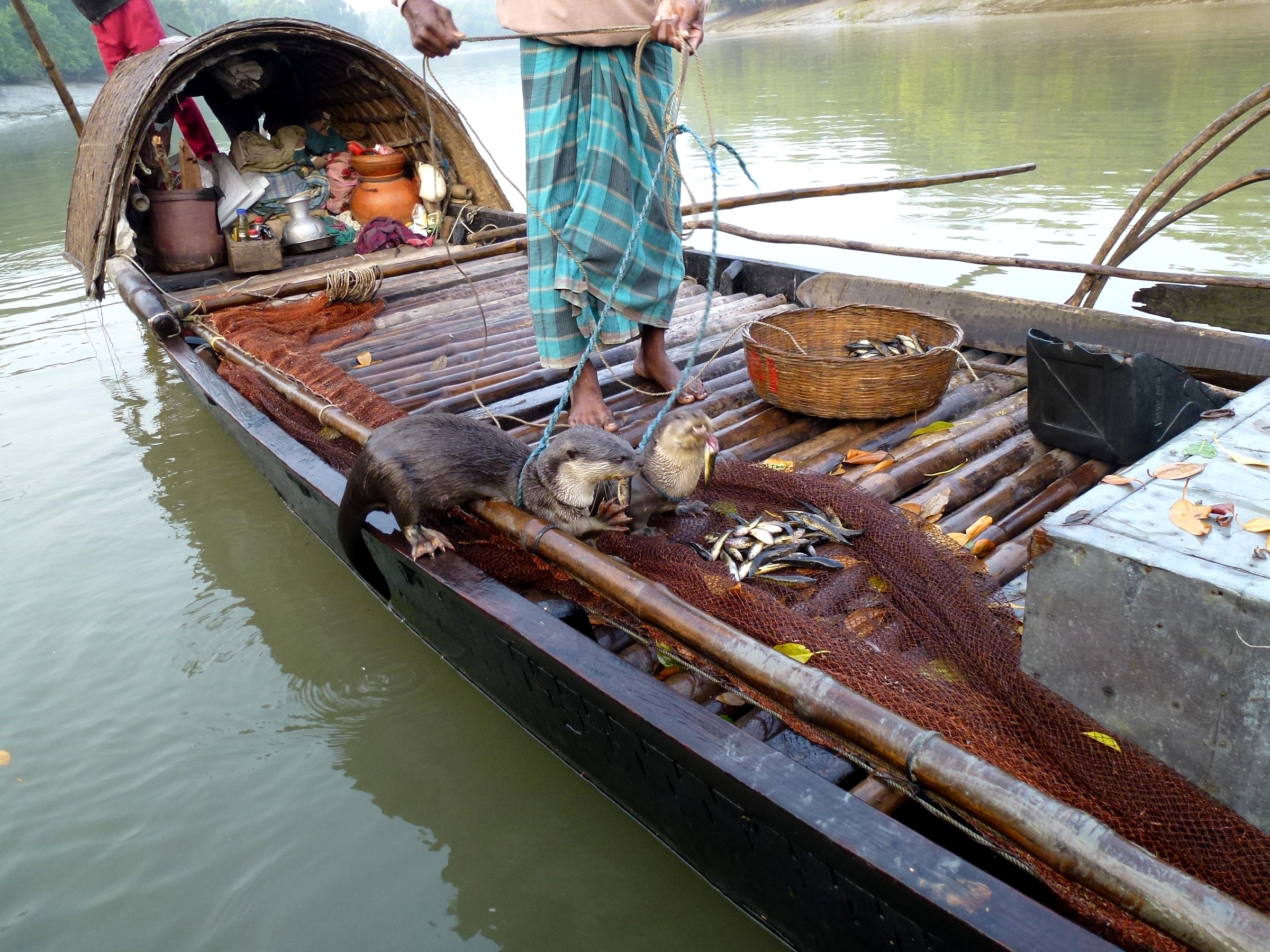
Pescari cu vidre în en, Bangladesh

Pescuitul cu vidre încă este practicat în districtele Narail și Khulna, în apropiere de Sundarbans⁠(en)[traduceți], în sudul Bangladeshului. Aici pescuitul cu vidre este o practică tradițională în familii, transmisă prin generații de pescari care împerechează vidrele și le antrenează să alerge peștii în plasele lor. Mai demult, atât Lutra lutra, cât și Lutrogale perspicillata erau folosite pentru pescuitul cu vidre, dar în zilele de azi, numai L. perspicillata este folosită. Pescuitul cu vidre este de obicei făcut noaptea între 9 PM și 5 AM. Captura medie făcută de o singură barcă într-o singură noapte variază de la 4 până la 12 kilograme de crabi, pești și creveți. Feeroz et al. (2011) au înregistrat o populația de 176 de vidre domesticite ținute în captivitate în rândul a 46 de grupuri de pescari din aceste districte, dintre care 138 erau animale de muncă. Lipsa peștilor, schimbările căutate de tineri în mijloacele de trai și metodele mai economice de pescuit au redus drastic numărul pescarilor cu vidre.

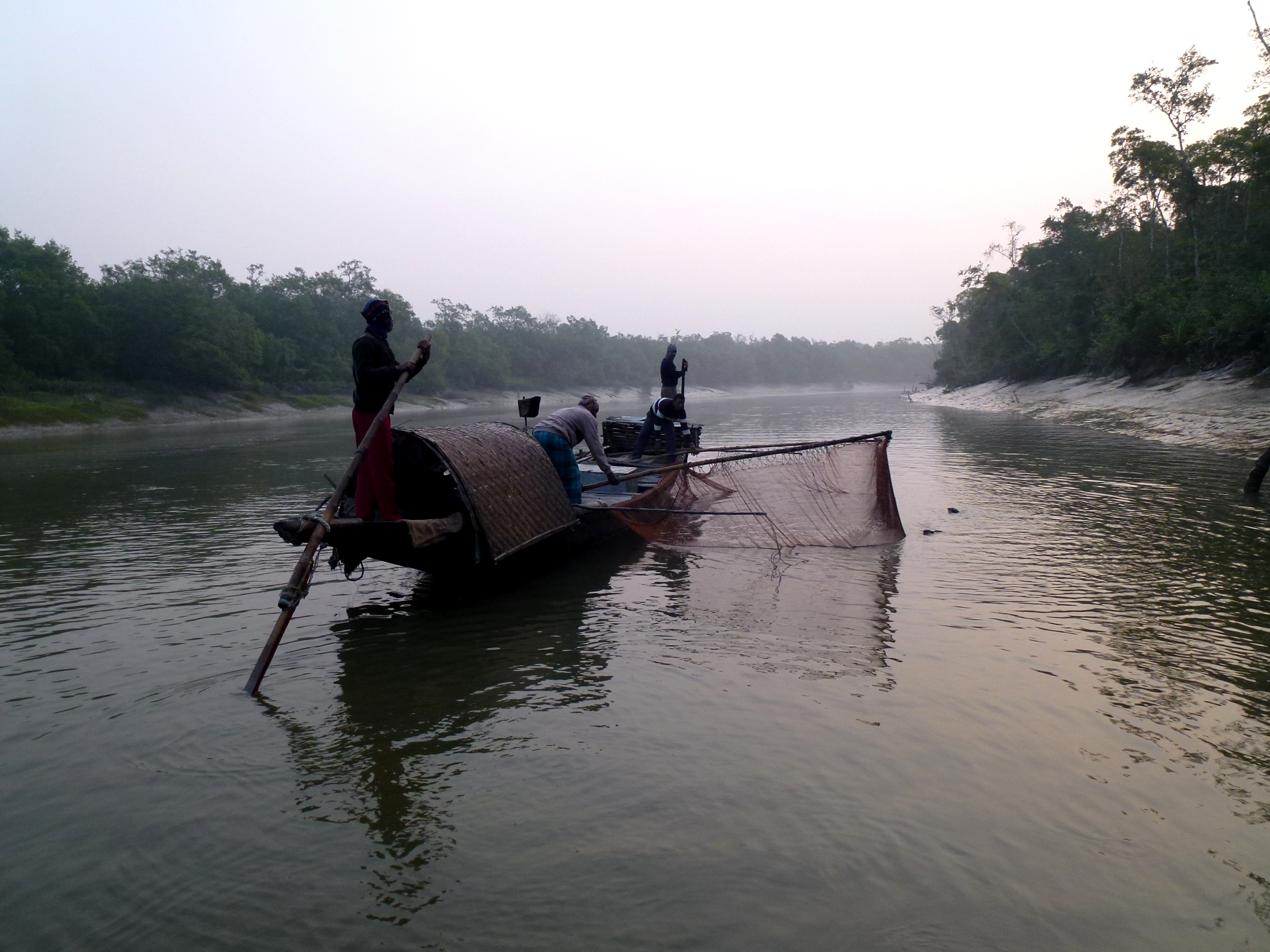
Pescari cu vidre cu plase, în Bangladesh